# Banks Springs
Banks Springs es un lugar designado por el censo ubicado en la parroquia de Caldwell en el estado estadounidense de Luisiana. En el Censo de 2010 tenía una población de 1192 habitantes y una densidad poblacional de 146,81 personas por km².

## Geografía
Banks Springs se encuentra ubicado en las coordenadas 32°4′35″N 92°5′6″O / 32.07639, -92.08500. Según la Oficina del Censo de los Estados Unidos, Banks Springs tiene una superficie total de 8.12 km², de la cual 8.12 km² corresponden a tierra firme y (0%) 0 km² es agua.

## Demografía
Según el censo de 2010, había 1192 personas residiendo en Banks Springs. La densidad de población era de 146,81 hab./km². De los 1192 habitantes, Banks Springs estaba compuesto por el 43.96% blancos, el 52.85% eran afroamericanos, el 0.08% eran amerindios, el 0.84% eran asiáticos, el 0% eran isleños del Pacífico, el 0.25% eran de otras razas y el 2.01% pertenecían a dos o más razas. Del total de la población el 1.76% eran hispanos o latinos de cualquier raza.